# Microbatrachella capensis
Microbatrachella capensis је водоземац из реда жаба и фамилије Pyxicephalidae. 

## Угроженост
Ова врста је крајње угрожена и у великој опасности од изумирања.

## Распрострањење
Јужноафричка Република је једино познато природно станиште врсте.

## Популациони тренд
Популација ове врсте се смањује, судећи по расположивим подацима.

## Станиште
Станишта врсте су мочварна и плавна подручја и слатководна подручја.